# Агиски
Агиски (гэльск. aughisky) — разновидность «водяной лошади») в кельтской мифологии. Практически полный аналог эх-ушкье. Выходят на сушу они лишь в ноябре, и в этот период можно поймать одного из них и приручить, и тогда из него может выйти замечательный конь. Но ни в коем случае не следует допускать его близко к воде, так как Агиски забежит в воду вместе с наездником и утопит его на морском дне. Говорят также, что неприрученные агиски имели обыкновение пожирать смертный скот.